# Crítica a los reality shows estadounidenses
El género televisivo de reality, y específicamente los reality shows, han sido objeto de fuertes críticas desde que el género alcanzó popularidad mundial en los años 90. Mucha de la crítica se ha centrado en el uso de la palabra "reality o realidad", y el intento de este tipo de programas en presentarse como un recuento directo de eventos pasados. Algunos críticos han argumentado que los reality shows reflejan la realidad de una manera falsa e incluso fraudulenta, a través de edición engañosa, entrenando a los participantes en qué decir y cómo comportarse, generando narrativas con anticipación, y montando o recreando escenas para las cámaras.
Otras críticas a los reality shows incluyen que estos tienen la intención de humillar o explotar a los participantes (en particular los programas de competencias), que hacen celebridades a gente sin talento que no merecen la fama, y que idealizan la vulgaridad y el materialismo. El actor y director Gary Oldman lo describió como "el museo de la decadencia social", cuando el periodista Ted Koppel lo cuestionó acerca de si los reality shows marcan "el fin de la civilización".

## "Realidad" como denominación errónea
La autenticidad de los reality shows es cuestionada frecuentemente por sus detractores. La inclusión de "reality o realidad" en el nombre del género es criticado a menudo de ser inexacto debido a afirmaciones de que el género frecuentemente incluye guiones; actuación; presión de la producción para crear situaciones de adversidad y drama; edición engañosa; etc. Por estas razones y más, ha habido controversia sobre el grado en el que los reality shows realmente reflejan la realidad.
En muchos casos la premisa del programa es fabricada, basada en una competencia u otra situación inusual. Sin embargo, varios programas han sido acusados de usar falsedades con el fin de crear contenido más interesante, por ejemplo el tener historias prefabricadas y en algunos casos sembrando líneas de diálogo en los participantes, enfocarse solo en los participantes con los comportamientos más extravagantes, y alterar eventos por medio de la edición y la recreación.
El programa de VH1 Reality TV Secrets Revealed detalló varios trucos utilizados por los productores de los reality shows. De acuerdo al programa, varios reality shows (notablemente Joe Millionaire) combinan audios y videos de escenas diferentes, para crear una cronología artificial y una distorsión del comportamiento y acciones de los participantes.
En un episodio del drama de NBC Harry's Law se usa el tecnicismo "Franken-bites" y se da el ejemplo del empalme de fragmentos de audio, el cual es usado para forzar diálogos que son necesarios para la historia/guion/drama, pero que en realidad no fueron dichos por los miembros del reparto.
En los docurealities, los cuales siguen a las personas en su vida diaria, los productores pueden ser muy deliberados en sus estrategias de edición, capaces de retratar a ciertos participantes como héroes o villanos, y pueden guiar el drama a través de la alteración de la cronología y la representación selectiva de algunos eventos. En un episodio de la tercera temporada de Charlie Brooker's Screenwipe se incluye un segmento acerca de las maneras en que la edición puede ser usada para estos fines.

### Ambientes fabricados
En los programas de competencias como Big Brother y Survivor, y otros programas de arreglos especiales de vivienda como The Real World, los productores diseñan el formato del programa y controlan las actividades diarias y el entorno, creando un mundo completamente fabricado en el cual se lleva a cabo la competencia. Los productores seleccionan específicamente a los participantes y usan situaciones cuidadosamente diseñadas, desafíos, eventos, y locaciones para fomentar comportamientos y conflictos particulares. Mark Burnett, creador de Survivor y otros reality shows, está de acuerdo con esta aseveración y evita la palabra "reality" para describir sus programas; ha dicho, "Yo cuento buenas historias. Realmente no son reality shows, son dramas sin guion."

### Manejo del vestuario
Algunos programas, como Survivor, no permiten que los participantes usen su propia ropa cuando están frente a las cámaras para promover que usen "colores amigables a la cámara" y para prevenir que usen el mismo estilo o colores que otros participantes. Adicionalmente, se prohíbe el uso de ropa con logos corporativos.

### Guiones y montajes
Los reality shows han sido objeto de especulaciones acerca de que los participantes mismos están involucrados en las mentiras, actuando escenas que han sido planeadas con anticipación por los productores. The Hills es un ejemplo notable; el programa se enfrentó a acusaciones de que sus argumentos eran planeados. Durante la segunda temporada de Hell's Kitchen, se especuló que los clientes que comían los platillos preparados por los concursantes eran actores pagados por la producción.
Daniel Petrie Jr., presidente del Gremio de Escritores del Oeste de América, declaró en 2004, "Vemos a los reality shows, los cuales se promueven como que no tienen guiones, y sabemos que si los tienen. Entendemos que los programas no quieren llamar a los guionistas lo que son porque quieren mantener la ilusión de que es realidad lo que pasa en la pantalla, esas cosas pasan."
Varios exparticipantes de la serie de MTV The Real World han relatado incidentes en los cuales los productores montaban o intentaban montar situaciones para las cámaras. Durante un episodio de reunión en donde participaron los primeros cuatro elencos de Real World; Heather Gardner, del elenco original de New York, le preguntó a miembros del elenco de San Francisco si sus situaciones eran reales, señalando que algunas de estas situaciones de la primera temporada parecían repetirse en las subsecuentes. En una edición de E! True Hollywood Story que hacía énfasis en la serie, Jon Brennan, miembro del elenco, reveló que los productores le pidieron que declarara el aire que odiaba a su compañera de casa Tami Roman por su decisión de tener un aborto, y que él se negó, argumentando que aunque no estaba de acuerdo con su decisión no sentía odio hacia ella. Lars Schlichting de The Real World: London narró la ocasión en la que su compañero de cuarto Mike Johnson preguntó algo cuando las cámaras no estaban presentes, y lo volvió a preguntar cuando las cámaras ya estuvieron presentes, lo cual Schlichting notó que no era típico de Johnson. Algunos productores también han sido acusados de editar material para dar la falsa impresión de ciertas reacciones emocionales o declaraciones del elenco. Rebecca Blasband, miembro del elenco de "New York", ha dicho que los productores le pagaron $100 dólares a un hombre para que la invitara a una cita, y que no dejó que esto se llevara a cabo cuando se enteró de ello. También ha dicho que una pelea que tuvo con Kevin Powell en el séptimo episodio de esa temporada fue editada para hacerla parecer más agitada.
El luchador profesional Hulk Hogan, cuya familia estelarizó el reality Hogan Knows Best y Brooke Knows Best, explicó en su autobiografía del 2009 My Life Outside the Ring que pagarle a camarógrafos sindicalizados para que filmen a alguien hasta que algo dramático ocurra sería extremadamente caro, y que por esa razón ese tipo de programas siguen cierto guion, y un estrechamente establecido horario de grabación el cual permite consideraciones típicamente relacionadas con los trabajos normales como descansos para comer. Al filmar programas vagamente estructurados por un guion, los productores les dan un escenario a los sujetos para que lo actúen, tal vez una versión exagerada de algo que normalmente harían en su vida diaria, son informados del resultado esperado del escenario, y posible "ritmo" de la escena, y son alentados a improvisar, lo cual Hogan dice es como una versión de lo que hacía como luchador profesional. De acuerdo a Hogan, esto daba lugar a conductas que los miembros de su familia nunca exhibían en la vida real, como cuando su hijo Nick le aventó globos con agua a los vecinos desde una ventana, o cuando su esposa se levantaba temprano para maquillarse y peinarse antes de que llegara el equipo de filmación a grabar escenas de la pareja durmiendo.
Múltiples tomas de las escenas pueden ser grabadas en los reality shows. Algunos ejemplos conocidos incluyen escenas en Extreme Makeover: Home Edition donde cuando las familias se enteran de que han sido seleccionadas para que sus casa sean remodeladas, y algunas escenas de The Real Housewives of New York City.
Mike Fleiss, creador de The Bachelor y The Bachelorette, así como ex-concursantes, han declarado que ambos programas siguen un guion. La ganadora de la cuarta temporada de The Bachelorette," Jesse Csincsak, declaró que los concursantes de la serie están obligados a seguir las órdenes de los productores, y que las historias se fabrican en la sala de edición. La concursante de la temporada 13 Megan Parris dijo, "Creo que [los productores] nunca mostraron ninguna conversación que realmente tuve con alguien... Los espectadores no se dan cuenta de que la edición es lo que hace al programa... Oyes que alguien hace un comentario y después muestran el clip de la cara de alguien para que parezca que están reaccionando a lo que se dijo, pero realmente esa persona puso haber hecho esa cara un día antes. Es solo juntar las piezas para contar una historia." Parris también declaró que los productores "bullean" y regañan a los concursantes para que digan ciertas cosas ante las cámaras que los concursantes no quieren decir. Fleiss dijo en el programa 20/20 que transforma a los concursantes en personajes que vayan a complacer a su audiencia y que "necesitan [su] dosis de villanos cada temporada." El 24 de febrero de 2012, durante la filmación del episodio Las mujeres revelan todo de la temporada 16 de The Bachelor, lo que debió ser una conversación privada entre la concursante Courtney Robertson y uno de los productores del programa fue hecha pública cuando los micrófonos fueron accidentalmente dejados prendidos entre escenas. La conversación filtrada reveló el papel del productor como profesor de actuación que alentaba a Robertson a fingir ciertas emociones frente a la cámara.
La serie de History Pawn Stars presenta tres generaciones de la familia Harrison trabajando en casa de empeño de oro y plata en Las Vegas. Sin embargo, como resultado de que la filmación se lleve a cabo adentro de la tienda, los cuatro principales miembros del elenco no pueden trabajar en el mostrador, debido a leyes que requieres que la identidad de los clientes que empeñan objetos se mantenga confidencial, y los turistas y fanes tomando fotos y videos en la sala de exhibición que le antecede. Cuando se filman episodios de la serie, la tienda es cerrada temporalmente, con solo un puñado de clientes dentro de la sala de exhibición.
Dave Hester, una de las estrellas de la serie de A&E Storage Wars, demandó a A&E en diciembre de 2012, alegando que fue despedido después de que se quejó con la cadena y la compañía de producción de que la serie era montada. De acuerdo a Hester, los objetos que se veían dentro de los depósitos de almacenamiento abandonados que eran adquiridos por el elenco del programa eran valorados con anticipación antes de ser plantados en los contenedores por A&E, quien paga por depósitos de almacenamiento para los miembros del elenco más "débiles", realiza guiones para las entrevistas al elenco, y monta las subastas que se ven en el programa. A&E negó las acusaciones, alegando que el programa era completamente auténtico.
El 4 de febrero de 2013, Russell Jay, productor de la serie Keeping Up with the Kardashians, escribió una declaración de 165 páginas sobre el proceso de divorcio de Kim Kardashian y su esposo, Kris Humphries, dentro de ésta dice que al menos dos escenas del programa seguían un guion, tuvieron más de una toma o fueron editadas para mostrar de manera negativa a Humphries después de que Kardashian tomó la decisión de divorciarse de él.

### Premisa engañosa
La premisa misma de algunos reality shows ha sido puesta en duda. La ganadora de la primera temporada, en 2003, de America's Next Top Model, Adrianne Curry, reclamó que parte del premio que recibió, un contrato de modelaje para Revlon, fue para una menor cantidad de trabajo de la que fue prometida a lo largo del programa. Durante la transmisión de la primera temporada de A Shot at Love with Tila Tequila, en donde un grupo de hombres y mujeres se disputaban el corazón de Tila Tequila, hubo rumores de que su estrella era no solo heterosexual, sino que tenía novio. El ganador del programa, Bobby Banhart, dijo que nunca volvió a ver a Tila Tequila después de que se terminó de grabar el programa, y que nunca le dieron su número telefónico.

### Contra argumentos
Geoff King argumenta en su libro, Spectacle of the Real: From Hollywood to Reality TV and Beyond que aunque los concursantes se encuentran en un entorno fabricado y la situación ha sido alterada para que tenga cierto resultado, en programas como The Bachelor y The Bachelorette, lo que se ve en pantalla se sigue basando en la realidad. King escribe: 

Yo argumentaría, más bien, que el entorno simulado estimula sentimientos, en parte porque la extracción de los participantes de su ambiente normal los deja sin nada más que el espacio y el afecto de la interacción social. La intimidad que surge de esta situación amplificada es real – tanto para los participantes como para los espectadores.

## Impacto negativo en la política y la cultura
La competencia china de canto Super Girl fue criticada por el gobierno chino por su impacto político y cultural. Después del final de la temporada del 2005 el programa alcanzó una audiencia de alrededor de 400 millones de espectadores, y 8 millones de votos por mensaje de texto, el periódico estatal Beijing Today puso en el titular de la primera plana "¿Es Super Girl una fuerza para la democracia?" El gobierno chino criticó al programa por su naturaleza democrática y su vulgaridad excesiva, y en 2006 lo prohibió rotundamente. Fue revivido en 2009, antes de ser prohibido de nuevo en 2011. Super Girl también ha sido criticado por comentaristas no gubernamentales por crear ideales aparentemente imposibles que pueden ser dañinos para la juventud china.
En Indonesia, la reality show han superado a las novelas como las programas al aire más vistos. Un programa muy popular es Jika Aku Menjadi ("Si yo fuera"), el cual sigue a jóvenes de clase media, los cuales son colocados temporalmente en una clase de vida baja, donde aprenden a apreciar las circunstancias en las que viven al experimentar cómo es la vida diaria los menos afortunados. Algunos críticos han argumentado que este y otros programas similares en Indonesia refuerzan valores tradicionalmente occidentales de materialismo y consumismo. Sin embargo, Eko Nugroho, productor de reality shows y presidente de Dreamlight World Media, insiste que estos reality shows no están promoviendo estilos de vida norteamericanos sino que se acercan a las personas a través de sus deseos universales.

## Sindicalización
Los escritores que trabajan en reality shows no reciben compensaciones ni representación sindical, lo que significativamente reduce los gastos de los productores y las emisoras.

## Posicionamiento de productos
El posicionamiento de productos o publicidad por emplazamiento, donde compañías o corporaciones pagan para que sus productos sean incluidos en programas de televisión con fines de mercadotecnia, es altamente prevalente en los reality shows.
Lo siguiente es una lista de programas de televisión en horario estelar, los cuales tuvieron la mayor cantidad de posicionamiento de productos en 2011, de acuerdo a Nielsen Media Research. 9 de 10 son reality shows.
1. American Idol, 577 en 39 episodios
2. The Biggest Loser, 533 en 34 episodios
3. The Celebrity Apprentice, 391 en 12 episodios
4. Dancing with the Stars, 390 en 29 episodios
5. The X Factor, 312 en 26 episodios
6. Extreme Makeover: Home Edition, 224 en 31 episodios
7. America's Got Talent, 220 en 32 episodios
8. Friday Night Lights, 201 en 13 episodios
9. America's Next Top Model, 178 en 26 episodios
10. The Amazing Race, 161 en 11 episodios

## Fama inmerecida
Los reality shows tiene el potencial de transformar a sus participantes en celebridades nacionales, por lo menos por un corto periodo de tiempo. Esto es más notable en programas caza talentos como las series Idol y X Factor, las cuales han generado estrellas musicales en muchos de los países en los cuales se han transmitido. Muchos otros programas, han hecho a sus participantes por lo menos celebridades temporales; algunos participantes han sido capaces de transformar esta fama en carreras en los medios o en la mercadotecnia. Los concursantes de los reality shows algunas veces son denominados como celebridades "Z-list o de clase Z", "Bravolebrities", y/o "nonebrities" que efectivamente son "famosos por ser famosos," pero no han hecho nada para garantizar esta fama. Algunos han sido ridiculizados por haber explotado unos inmerecidos "15 minutos de fama". La familia Kardashian es uno de estos grupos de personalidades de los reality shows que han sido objeto de estas críticas en los 2010s.

## Como un espectáculo de humillación
Algunas personas han asegurado que el éxito de los reality shows se debe a su habilidad de proporcionar schadenfreude, satisfaciendo el deseo de los espectadores de ver a otros humillados. La revista estadounidense Entertainment Weekly publicó, "¿Vemos reality shows para adquirir conocimientos valiosos sobre la condición humana? Por favor. Los vemos por esas escenas incómodas que nos hacen sentir un poco mejor sobre nuestras vidas no documentadas en televisión." El analista de medios Tom Alderman escribió, "Hay un subgénero de reality shows que sólo puede ser descrito como Televisión de Vergüenza porque usa la humillación como su principal atractivo."
El crítico de televisión James Poniewozik está en desacuerdo con esta valoración, escribiendo, "para toda la plática sobre la 'televisión de humillación' lo que es sorprendente acerca de la mayoría de los reality shows es el buen humor y la resiliencia de la mayoría de los participantes: los rechazados de American Idol tercamente convencidos de su propio talento, los jugadores de Fear Factor alejándose de tinas llenas de insectos como campeones olímpicos. Lo que finalmente molesta a sus detractores es, quizás, no que éstas personas sean humilladas, sino que no lo son."

## La participación de niños
La crítica, y una investigación legal, fueron levantadas respecto a la participación de los niños Gosselin en la serie de 2007–2011 Jon & Kate Plus 8 (después llamada Kate Plus 8), en cuanto a sí o no los niños eran explotados o estaban bajo estrés emocional. En el momento en el que el programa estaba siendo grabado no había leyes claras en Pennsylvania (donde los Gosselins vivían) en relación con la aparición de niños en reality shows . Sin embargo, las leyes de Pennsylvania permiten que niños de al menos siete años trabajen en la industria del entretenimiento, siempre que se sigan ciertas reglas y se obtenga un permiso. Por ejemplo, los niños no pueden trabajar después de las 11:30 PM bajo ninguna circunstancia, o presentarse en cualquier lugar que sirva alcohol. Ambos padres defendieron la participación de los niños, alegando que estos eran sanos y felices. TLC emitió un comunicado diciendo que la cadena "cumple totalmente con todas las leyes y regulaciones aplicables" para producir el programa.
En 2009 el engaño del niño del globo, donde un padre fingió que su hijo de seis años estaba atrapado en un globo de helio fuera de control, presuntamente para atraer publicidad para que la familia pudiera volver al negocio de los reality shows (después de dos apariciones en Wife Swap) de ABC, también atrajo preguntas acerca de la explotación de los niños. En una entrevista con el Denver Post, el psicólogo infantil Alan Zimmerman dijo, "Usar a tu familia o hijos para complacer a las masas, o a los productores de entretenimiento masivo que quieren mayores índices de audiencia, es intrínsecamente arriesgado […] Por definición son una comodidad en un negocio orientado al lucro." El mismo artículo cita al psicólogo Jamie Huysman diciendo, "Es una explotación […] Nadie quiere ver comportamientos normales. Los niños tienen que ser coconspiradores en hacer que la cámara permanezca prendida."